# داگلاس کمفیلد
داگلاس کمفیلد (انگلیسی: Douglas Camfield) کارگردان مجرب و کارکشتهٔ تلویزیون اهل انگلستان است. او از سال ۱۹۶۱ تا ۱۹۸۴ مشغول فعالیت بود.
داگلاس کمفیلد ستوانِ ارتشِ بریتانیا بود و قرار بود به «اس.اِی.اس. (سرویس هوایی ویژهٔ بریتانیا)» بپیوندد؛ اما به دلیلِ یک آسیب جسمانی از این‌کار منصرف شد. با آنکه او در کارش بسیار سخت‌گیر بود، اما بسیاری از بازیگران، نویسندگان و تهیه‌کنندگان سینما و تلویزیون او را دوست داشتند.
از فیلم‌ها یا مجموعه‌های تلویزیونی که وی در آن‌ها نقش داشته است، می‌توان به دکتر هو، بو ژست و آیوانهو اشاره نمود.